# Fearless Vampire Killers
I Fearless Vampire Killers (anche conosciuti come FVK) sono un gruppo rock britannico formatosi a Londra nel 2008. Il nome della band è ispirato dalla commedia horror del 1967 di Roman Polański Per favore, non mordermi sul collo! (The Fearless Vampire Killers).
Il loro primo album, Militia of the Lost, è stato pubblicato il 14 maggio 2012 sotto la Goremount Records. È stato descritto dal cantante Laurence Beveridge come un concept album, tratta di temi come "amore, perdita e dipendenza". Successivamente, hanno rilasciato un altro album in studio e due EP.

## Storia del gruppo
La band inizialmente si è formata sotto il nome di Remember When nel 2007 ed era formata da Laurence Beveridge, Kier Kemp, Cyrus Barrone  Luke Fairhead. Tutti i membri dei Remember When si sono conosciuti a Waveney Valley nel Suffolk. Poco dopo essersi trasferiti a Londra, i Remember When si sono sciolti e i membri fondatori hanno formato i Fearless Vampire Killers nel 2008. Poco tempo dopo al gruppo si aggiunse a suonare il basso Drew Woolnough, che aveva precedentemente suonato con Laurence in una band chiamata Self-Titled, e dopo aver cambiato una serie di batteristi la loro formazione attuale è stata completata nel 2011 quando Luke Illingworth entrò a far parte della band. Laurence Beveridge ha scritto un libro intitolato Ruple & Evelyn che richiama il loro EP In Grandomina..., nonostante gli eventi della storia siano avvenuti circa 600 anni prima degli eventi trattati nelle canzoni.
Il loro look, in particolar modo quello che Cyrus Barrone indossa sul palco, è influenzato dallo steampunk, ma anche da «Francia di fine secolo, idee bohemien di fine '800, gilet corti e un po' di eyeliner» stando alle parole di Kier Kemp.
Il 4 luglio 2016 la band annuncia tramite un post sulla pagina Facebook l'improvvisa decisione di Kier Kemp di lasciare il gruppo e la loro conseguente scelta di sciogliere il gruppo. La band dichiara nello stesso post di voler continuare a fare musica sotto un altro nome, mentre Kier Kemp annuncia su Twitter di star lavorando a nuova musica. L'ultimo concerto del gruppo si tiene il 17 luglio 2016 al Shield Fest, senza la presenza di Kemp.
Nel 2022, I Fearless Vampire Killers annunciano di aver deciso di riformare il gruppo, incoraggiati dall'aver risolto delle problematiche presenti tra Kemp e Beveridge, ed incoraggiati dai loro fans, che, anche a distanza di anni, ascoltavano e promuovevano la loro musica con grande nostalgia. La band ha rilasciato un doppio singolo, e si è esibita in due concerti. Uno segreto, nel quale hanno annunciato il ritorno, e l'altro a distanza di mesi, a Londra, che ha registrato il tutto esaurito.

## Formazione
- Laurence Beveridge – voce, chitarra
- Kier Kemp – voce, chitarra
- Cyrus Barrone (conosciuto dal 2013 in poi come Shane Sumner) – chitarra
- Drew Woolnough – basso
- Luke Illingworth – batteria

## Discografia
Album in studio
- 2012 – Militia of the Lost
- 2014 – Unbreakable Hearts
- 2015 – Bruises

EP
- 2010 – In Grandomina...
- 2011 – ...The Blood Never Dries
- 2013 – Exposition: The Five Before The Flames